# Привреда Сједињених Америчких Држава
Сједињене Америчке Државе су привредно најјача земља у свету. Процене 2005. године говоре да бруто друштвени производ по глави становника у САД износи 41.800 америчких долара.
Привреда се одвија по капиталистичком систему, али постоје и социјални програми, као што су „Медикер“, „Медикејд“ и „Сошал секјурити“. Ови програми међутим нису ефикасни у поређењу са сличним програмима у другим привредно развијеним државама.
Валута Сједињених Америчких Држава је амерички долар који такође служи као валута у неким другим земљама света, попут Еквадора. Берзанске деонице Сједињених Америчких Држава најбољи су показитељи стања светске привреде.
Највећи трговински партнер Сједињених Држава је Канада. Остали међународни партнери су Мексико, Европска унија, Јапан, Индија и Јужна Кореја. Трговина са Кином је такође врло значајна.
Сједињене Државе су треће најпопуларније одредиште светских туриста, одмах након Француске и Шпаније.